# ふれあい八戸土曜スタジオ
ふれあい八戸土曜スタジオ（ふれあいはちのへどようスタジオ）は、青森放送（RAB）八戸支社制作で放送のラジオ番組。
放送時間は毎週土曜 16:00 - 16:50（2017年3月までは16:00 - 17:00）。
元々は、八戸中継局と十和田中継局（いずれも周波数は1485kHz）のみで放送されていたが、2017年4月より弘前支社制作の「HOTひろさき」と共に青森県全域での放送に移行。これに伴い、radikoでも当番組が聴取できるようになった。

## 概要
番組開始から1989年1月28日までは八戸中継局のみで放送。同年2月に十和田中継局が開局したことに伴い、同年2月4日からは十和田中継局での放送を開始。
1989年7月29日の放送までは16時台に放送される単独番組で、同年8月5日からは同日開始のサタデー夢ラジオの時間内の放送だったが、同番組が2002年4月に放送時間を縮小したため、再び単独番組として放送している。
2020年3月頃まではいずれかのパーソナリティーがスタジオを担当しているときは、もう一方のパーソナリティーは八戸市内をラジオカーでリポートしていた。
番組は地元に密着した内容となっており、観葉植物の相談コーナーや、学習相談などのコーナーもある。
オープニングのBGMはカシオペアの「PrivateSunday」を使用している。また前半のお知らせ、情報のコーナーでのBGMはゴンチチの『アンダーソンの庭』を使用している。
週末の乗り物情報というコーナーが16:45頃からあり、三八上北地域中心の道路交通情報を日本道路交通情報センターから伝えた後、三沢空港発着便や東北新幹線
「はやぶさ」・「はやて」の空席情報のほか、道路工事の予定などが放送される。
2005年10月8日、八戸ラピア（八戸市）で公開生放送を実施した。

## 出演者

### メインパーソナリティー
- 藤田良子（フリーアナウンサー）
- 中島美華（2022年4月2日から2023年3月25日まで、東京の大学に通った関係で、出演休止。その期間中は、月一で東京から出演した。）

### ゲストパーソナリティー
- 畑山篤（学習塾志学塾塾長） - 月1回出演（「あつし塾長の教育相談」担当）